# Granica gujańsko-surinamska
Granica gujańsko-surinamska – granica międzypaństwowa dzieląca terytoria Gujany i Surinamu, ciągnąca się na długości 600 kilometrów.
Początek granicy znajduje się na południu u trójstyku granic Gujany, Surinamu i Brazylii na Wyżynie Gujańskiej. Następnie przybiera kierunek północny biegnąc korytami rzek Kutari (Koetari) i Corantijn do jej ujścia do Oceanu Atlantyckiego na północy. Na granicy znajduje się tylko jedno przejście graniczne przy ujściu rzeki Corantijn. Reszta granicy nie jest kontrolowana przez władze obydwu państw, dlatego że przebiega przez dżunglę.
Przebieg południowej części granicy jest kwestionowany przez Surinam.